# Thiania indica
Espèce
Thiania indica est une espèce d'araignées aranéomorphes de la famille des Salticidae.

## Distribution
Cette espèce est endémique du Kerala en Inde,. Elle se rencontre dans le district de Quilon.

## Description
La carapace du mâle holotype mesure 2,17 mm de long sur 2,00 mm et l'abdomen 3,00 mm de long sur 1,73 mm et la carapace de la femelle paratype mesure 2,12 mm de long sur 1,97 mm et l'abdomen 3,02 mm de long sur 1,41 mm.

## Systématique et taxinomie
Cette espèce a été décrite par Asima, Caleb et Prasad en 2023.

## Étymologie
Son nom d'espèce lui a été donné en référence au lieu de sa découverte, l'Inde.

## Publication originale
- Asima, Caleb & Prasad, 2023 : « A new species of Thiania C. L. Koch, 1846 from the Western Ghats, India (Araneae: Salticidae: Euophryini). » Arachnology, vol. 19, no 4, p. 699-701.